# Guðrún Lárusdóttir
Guðrún Lárusdóttir (født 8. januar 1880, død 20. august 1938) var en islandsk politiker, forfatter og oversætter. Hun er mest kendt for at have siddet i Islands parlament Altinget i to perioder.

## Biografi
Guðrún Lárusdóttir blev født i Valþjófsstað i Fljótsdalur som datter af præst og Alting-medlem Lárus Halldórsson (1851–1908) og Kirstín Katrín Pétursdóttir Guðjohnsen (1850–1940). I en tidlig alder skrev hun om emner vedrørende kvinders rettigheder. Hun oversatte også værker fra dansk, engelsk og tysk til islandsk. Hun flyttede med familien til Reykjavík i 1899, hvor hun mellem 1903 og 1905 udgav sin første roman i tre bind Ljós og skuggar (dansk: Lys og Skygger).
Guðrún Lárusdóttir sad i byrådet for Reykjavík mellem 1912 og 1918. Hun blev som den anden islandske kvinde valgt til Altinget, hvor hun i perioden 1930-34 var medlem (den første var Ingibjörg H. Bjarnason der blev valgt i 1922). I 1934 stillede hun op for Selvstændighedspartiet, hvor hun som den første kvinde for partiet blev valgt i Altinget. Hun sad i Altinget for partet indtil sin død i 1938.
Hun blev i 1902 gift med Sigurbjörn Ástvaldur Gíslason. Parret fik 10 børn, hvoraf de 5 døde i barndommen.
Den 20. august 1938 omkom Guðrún Lárusdóttir ved en trafikulykke. Hun befandt sig i et køretøje med en chauffør, hendes mand og to døtre, da køretøjet faldt i elven Tungufljót. Hendes mand og chaufføren kom ud af køretøjet, men Guðrún Lárusdóttir og de to døtre druknede.